# マリア・アントーニエ・フォン・コハーリ
マリア・アントーニエ・ガブリエーレ・フォン・コハーリ（ドイツ語: Maria Antonie Gabriele von Koháry、1797年7月2日 - 1862年9月25日）は、ハンガリー王国のマグナート。ハンガリー語名は、コハーリ・マーリア・アントーニア（Koháry Mária Antónia）。

## 生涯
ハンガリー貴族コハーリ・フェレンツ・ヨージェフと、その妻マリア・アントニア・ツー・ヴァルトシュタインの娘としてブダで生まれた。兄が夭折していたことから、幼くしてコハーリ家の女子相続人となった。
1815年11月、ザクセン＝コーブルク＝ザールフェルト公フランツの次男フェルディナントと結婚した。フェルディナントとの地位の釣り合いをとるため、フェレンツはオーストリア皇帝フランツ1世からコハーリ・ド・チャーブラーグ・エ・シトニャ公（Fürst Koháry de Csábrág et Szitnya）の称号を授かり、マリア・アントーニエも公女（Prinzessin）と呼ばれるようになった。ニーダーエスターライヒ、ハンガリー、スロバキアにおいて、マリア・アントーニエは8万ヘクタールを超える所領や鉱山、森林、工場を所有しており、第一次世界大戦が終わるまでザクセン＝コーブルク＝ゴータ＝コハーリ家はハンガリーの三大地主の一つに数えられていた。

## 子女
- フェルディナント（1816年 - 1885年） - ポルトガル女王マリア2世の王配
- アウグスト（1818年 - 1881年） - フランス王女クレマンティーヌと結婚
- ヴィクトリア（1822年 - 1857年） - フランス王子・ヌムール公ルイの妻
- レオポルト（英語版）（1824年 - 1884年）